# Центр Шпікера

Центр Шпікера є інцентром серединного трикутника

Центр Шпікера — чудова точка трикутника, яка визначається як центр мас периметра трикутника; тобто центр ваги однорідного дроту, який проходить по периметру трикутника .
Точку названо на честь німецького геометра XIX століття Теодора Шпікера. В Енциклопедії центрів трикутника Кларка Кімберлінга вказана як X(10).

## Властивості

Центр Шпікера (S) трикутника є центром перетину кліверів (позначені синіми лініями).

Центр Шпікера — радикальний центр трьох зовнівписаних кіл. Зеленим кольором позначено радикальні осі відповідних пар кіл; вони перпендикулярні до ліній центрів.

- Центр Шпікера є інцентром серединного трикутника [1]. Тобто центр Шпікера {\displaystyle \triangle ABC} є центром кола, вписаного в серединний трикутник {\displaystyle \triangle ABC} (в його додатковий трикутник)[5]. Це коло називають колом Шпікера[en].

- Центр Шпікера є центром кліверів трикутника {\displaystyle \triangle ABC}[1]. Тобто всі три клівери трикутника перетинаються в одній точці — в центрі Шпікера {\displaystyle S}. (Клівер трикутника — це відрізок, одна вершина якого міститься в середині однієї зі сторін трикутника, друга вершина міститься на одній з двох інших сторін, при цьому клівер розбиває периметр навпіл.)

- Центр Шпікера, інцентр ({\displaystyle I}), центроїд({\displaystyle G}) і точка Наґеля ({\displaystyle M}) Трикутника лежать на одній прямій — на другий прямій Ейлера (прямій Ейлера — Нагеля). Більш того[6],

{\displaystyle \left\{{\begin{matrix}IS=SM;\\IG=2GS;\\MG=2IG.\end{matrix}}\right.}
- Центр Шпікера лежить на гіперболі Кіперта трикутника.

- Центр Шпікера {\displaystyle \triangle ABC} є точкою перетину прямих {\displaystyle AX}, {\displaystyle BY} і {\displaystyle CZ}, де {\displaystyle \triangle XBC}, {\displaystyle \triangle YCA} і {\displaystyle \triangle ZAB} — подібні, рівнобедрені і однаково розташовані, побудовані на сторонах трикутника {\displaystyle \triangle ABC} зовні, мають однаковий кут при основі {\displaystyle \mathrm {arctg} \,\left(\mathrm {tg} \,{\frac {A}{2}}\;\mathrm {tg} \,{\frac {B}{2}}\;\mathrm {tg} \,{\frac {C}{2}}\right)}.
  - Ця властивість виконується не тільки для центра Шпікера. Наприклад, перша точка Наполеона {\displaystyle N_{1}}, як і центр Шпікера, є точкою перетину прямих {\displaystyle AX}, {\displaystyle BY} і {\displaystyle CZ}, де {\displaystyle \triangle XBC}, {\displaystyle \triangle YCA} і {\displaystyle \triangle ZAB} — подібні, рівнобедрені й однаково розташовані, побудовані на сторонах трикутника {\displaystyle \triangle ABC} зовні, мають однаковий кут при основі {\displaystyle 30^{\circ }}.

- Центр Шпікера є радикальним центром трьох зовнівписаних кіл[7].
- Трикутні координати точки {\displaystyle S}[4]: {\displaystyle (bc(b+c),\;ca(c+a),\;ab(a+b))}.

- Барицентричні координати центра Шпікера[4]:
{\displaystyle (b+c,c+a,a+b)}.